# Rockface
Rockface es el decimotercer álbum en vivo del grupo alemán de música electrónica Tangerine Dream. Publicado por el sello TDI Music en diciembre de 2003 se trata de un álbum doble que recoge el concierto realizado el 24 de septiembre de 1988 en Berkeley / San Francisco durante la gira que el grupo ofreció entre agosto y septiembre por América del Norte.

## Producción
A finales de 2003 el sello discográfico de Tangerine Dream, TDI Music, anunció la publicación de un álbum doble remasterizado por Jerome Froese que recogiera la gira que en 1988 el grupo ofreció por América del Norte tras años en los que diversas grabaciones no oficiales vieran la luz. Coincidiendo con una reorganización de la banda la gira estuvo encabezada por Edgar Froese, Paul Haslinger y Ralf Wadephul en una de las alineaciones más breves de su historia: Haslinger abandonaría el grupo en 1990 para establecerse en Estados Unidos y Wadephul, tras la realización de la gira, se desvincularía como músico para centrarse nuevamente en su faceta de ingeniero de sonido.
Tras la firma del contrato con Private Music, el sello impulsado por el exintegrante del grupo Peter Baumann, las canciones seleccionadas para la gira fueron básicamente de su primer álbum en el nuevo sello Optical Race (1988). El resto del set se completó con nuevas versiones de algunos clásicos del grupo como Phaedra (1974) y Logos Live (1982), temas de bandas sonoras inéditos en ese momento como Miracle Mile (1989), Destination Berlin (1989) y Canyon Dreams (1991) y algunas canciones inéditas que no han sido publicadas en álbumes de estudio ni en bandas sonoras con posterioridad.
Entre 2004 y 2005 se publicaron otros cuatro álbumes en vivo que ofrecían versiones oficiales remasterizadas de conciertos previos: East (grabado en 1990 y publicado en 2004), Arizona '92 Live (grabado en 1992, y publicado en 2004), Vault IV (grabado en 1986 y publicado en 2005) y Rocking Mars (grabado en 1999 y publicado en 2005).

## Lista de temas
| N.º    | Título | Escritor(es)                                                        | Duración |  |
| 1.     | «Mothers Of Rain» | Edgar Froese Paul Haslinger                                         | 5:21     |  |
| 2.     | «After The Call» | Edgar Froese Paul Haslinger                                         | 5:36     |  |
| 3.     | «Tyger (Instrumental)» | Edgar Froese Christopher Franke Paul Haslinger                      | 4:58     |  |
| 4.     | «Alchemy Of The Heart» | Edgar Froese Christopher Franke Paul Haslinger                      | 4:10     |  |
| 5.     | «Papyrus (Piano)» (introducción al piano de Ralf Wadephul seguida de fragmentos de «Canyon Voices», «Song Of The Whale, Part Two» y «Ghazal (Love Song)») | Edgar Froese Christopher Franke Paul Haslinger Ralf Wadephul        | 3:45     |  |
| 6.     | «Phaedra 88» | Edgar Froese Christopher Franke Peter Baumann                       | 4:23     |  |
| 7.     | «Live Miles» | Edgar Froese Christopher Franke Paul Haslinger                      | 10:19    |  |
| 8.     | «Logos 88» | Edgar Froese Christopher Franke Johannes Schmoelling                | 5:55     |  |
| 9.     | «Parabola» | Edgar Froese Paul Haslinger Ralf Wadephul                           | 11:07    |  |
| 10.    | «Table Bay» | Edgar Froese Paul Haslinger Ralf Wadephul                           | 2:20     |  |
| 11.    | «Nomad's Scale» | Edgar Froese Paul Haslinger Ralf Wadephul                           | 9:00     |  |
| 12.    | «Cat Scan» | Edgar Froese Paul Haslinger                                         | 5:34     |  |
| 13.    | «Atlas Eyes» | Edgar Froese Paul Haslinger                                         | 4:28     |  |
| 14.    | «Marakesh» | Edgar Froese Paul Haslinger                                         | 7:59     |  |
| 15.    | «Eden's Gate» | Edgar Froese Paul Haslinger Ralf Wadephul                           | 1:38     |  |
| 16.    | «Ghazal (Love Song)» | Edgar Froese Paul Haslinger                                         | 5:13     |  |
| 17.    | «Alexander Square» | Edgar Froese Paul Haslinger                                         | 5:11     |  |
| 18.    | «The Silent League» (incluye una introducción de la «Sonata para Piano nº8 «Pathétique»» compuestas por Ludwig Van Beethoven)                             | Ludwig Van Beethoven Edgar Froese Christopher Franke Paul Haslinger | 1:39     |  |
| 19.    | «Canyon Voices» | Edgar Froese Christopher Franke Paul Haslinger                      | 4:48     |  |
| 20.    | «Optical Race» | Edgar Froese Paul Haslinger                                         | 3:59     |  |
| 107:23 | |                                                                     |          |  |

## Personal
- Edgar Froese - teclados, guitarra, diseño de cubierta y producción
- Paul Haslinger - teclados y guitarra
- Ralf Wadephul - teclados
- Jerome Froese - masterización
- Harald Pairits - remasterización
- Monika Froese - fotografía